# Matthias Witthaus
Matthias Witthaus (født 11. oktober 1982) er en tysk hockeytræner og tidligere -spiller.
Han er hjælpetræner for det tyske hockeylandshold. Som aktiv er han den tyske hockeyspiller, der har opnået flest landskampe.

## Karriere

### Klub
Witthaus indledte sin hockeykarriere i Uhlenhorst Mülheim i 1988. Senere spillede han i Crefelder HTC, spanske Atlètic Terrassa og igen i Crefelder. I 2008 tog han endnu en sæson i Terrassa, fulgt af en sæson i Real Club de Polo de Barcelona, inden han afsluttede sin aktive karriere i Mannheimer HC. Han blev tysk mester i 2006 med Crefelder og har også vundet det spanske mesterskab samt spillet i Europokal-turneringen og blandt andet nået semifinalen i 2010 med Barcelona.

### Landshold
Witthaus debuterede på det tyske hockeylandshold som blot 16-årig i 1999 og blev dermed den yngste spiller på A-landsholdet. Han er også den yngste målscorer på holdet. Han var første gang med ved OL i 2000 i Sydney, hvor Tyskland blev nummer fem. Hans første store landsholdstriumf kom, da han var med til at blive verdensmester i 2002. Året efter var han med til at vinde både EM og VM indendørs samt EM udendørs.
Ved OL 2004 i Athen var han igen med på det tyske landshold, der naturligt var blandt favoritterne. Holdet kom videre som toer fra deres indledende pulje, hvorpå holdet i semifinalen måtte se sig besejret 2-3 af Holland, der i finalen tabte til Australien, mens Tyskland vandt bronzekampen mod Spanien efter sudden death.
I 2005 var han med til at vinde EM-bronze og i 2006 blev det til endnu en VM-titel. Han var igen med ved OL 2008 i Beijing, hvor Tyskland blev nummer to i indledende pulje. I semifinalen vandt de over Holland efter straffeslag, mens de i finalen sikrede sig guldet efter en sejr på 1-0 over Spanien, der fik sølv, mens Australien fik bronze.
Witthaus var med til at vinde EM-sølv i 2009 og VM-sølv i 2010, mens han i 2011 var med til at blive verdensmester indendørs samt vinde EM-guld. I 2012 blev det til endnu en EM-titel indendørs. Hans sidste turnering på det tyske landshold var ved OL 2012 i London. Her indledte Tyskland med at blive nummer to i deres pulje, hvorpå de i semifinalen besejrede Australien 4-2, inden de genvandt OL-guldet med sejr på 2-1 over Holland;  Australien blev nummer tre.
Han opnåede i alt 364 landskampe for Tyskland, deraf 335 udendørs, hvilket er tysk rekord med én kamp mere end Tobias Hauke, der til gengæld med 369 kampe i alt har rekorden for både inden- og udendørskampe.

### Træner
I 2014 blev han træner for Hamburger Polo Club, en position han holdt, indtil landstræner André Henning i begyndelsen af 2022 overtalte ham til at blive hjælpelandstræner.